# Iglesia de San Martín (Abecia)
La iglesia de San Martín es un templo católico situado en el concejo de Abecia, en el municipio español de Urcabustaiz.

## Descripción
El edificio se encuentra en el concejo alavés de Abecia, en la comunidad autónoma del País Vasco. Dispone de un retablo mayor de estilo neoclásico y pórtico con dos arcos. Se menciona como iglesia parroquial del lugar en el Diccionario geográfico-estadístico-histórico de España y sus posesiones de Ultramar de Pascual Madoz, donde se dice lo siguiente: «14 casas disperas y la igl. parr. (S. Martin) que se halla servida por dos beneficiados forman este lugar que ofrece al viagero vistas agradables». Décadas después, ya en el siglo XX, Vicente Vera y López vuelve a reseñarla en el tomo de la Geografía general del País Vasco-Navarro dedicado a Álava con las siguientes palabras: «Su parroquia es de categoría rural de segunda clase, dedicada á San Martín y perteneciente al arciprestazgo de Ayala».
Los registros sacramentales de bautismos, matrimonios y decesos generados por la parroquia de San Martín desde el siglo XV hasta el final del XIX se conservan con los del resto de iglesias de la provincia en el Archivo Histórico Diocesano de Vitoria, donde pueden consultarse.